# Leedri
Koordinaten: 58° 17′ N, 22° 1′ O
Leedri (deutsch Ledfer) ist ein Dorf (estnisch küla) auf der größten estnischen Insel Saaremaa. Es gehört zur Landgemeinde Saaremaa (bis 2017: Landgemeinde Lääne-Saare) im Kreis Saare.

## Einwohnerschaft, Geschichte und Lage
Das Dorf hat 68 Einwohner (Stand 1. Januar 2016). Seine Fläche beträgt 7,48 km².
Der Ort wurde erstmals 1522 unter dem Namen Lethever urkundlich erwähnt. Er liegt 27 Kilometer nordwestlich der Inselhauptstadt Kuressaare entfernt.